# Mortorps landskommun
Mortorps landskommun var en tidigare kommun i Kalmar län.

## Administrativ historik
När 1862 års kommunalförordningar trädde i kraft den 1 januari 1863 inrättades den i Mortorps socken i Södra Möre härad i Småland.
Vid kommunreformen 1952 bildades storkommunen Mortorp genom sammanläggning med Karlslunda landskommun och Oskars landskommun.
Den 1 januari 1954 överfördes till Mortorps landskommun och Mortorps församling från Ljungbyholms landskommun och Ljungby församling ett område med 44 invånare och omfattande en areal av 0,47 km², varav allt land.
Den 1 januari 1969 delades Mortorps landskommun åter, när Oskars församling överfördes till Nybro stad som ett första steg i den under bildning varande Nybro kommun. Församlingarna Karlslunda och Mortorp kvarstod i kommunen tills de lades samman med nybildade Kalmar kommun år 1971.
Kommunkoden var 0831.

### Kyrklig tillhörighet
I kyrkligt hänseende tillhörde landskommunen de tre församlingarna Karlslunda, Mortorp och Oskar.

## Geografi
Mortorps landskommun omfattade den 1 januari 1952 en areal av 299,88 km², varav 296,52 km² land.

### Tätorter i kommunen 1960
I Mortorps landskommun fanns tätorten Påryd, som hade 633 invånare den 1 november 1960. Tätortsgraden i kommunen var då 22,6 procent.

## Politik

### Mandatfördelning i valen 1938-1966
| 9 | 11 |

| 20 |

| 8 | 12 |

| 20 |

| 8 | 12 |

| 20 |

| 13 | 14 | 2 | 6 |

| 35 |

| 13 | 11 | 2 | 9 |

| 34 |

| 12 | 12 | 2 | 9 |

| 34 |

| 13 | 13 | 3 | 6 |

| 33 |

| 12 | 14 | 2 | 7 |

| 33 |